# 李業廣
李業廣，大紫荊勳賢，GBS，OBE，JP（1936年7月16日—），出生于中華民國上海，前香港行政會議成員，前任香港交易所主席，長江和記實業有限公司非執行董事。他是香港及英國執業律師，亦是合格會計師及特許秘書。
李業廣早年就讀上海協和小學和九龍華仁書院（第一屆校友），1953年在英文中學會考中取得歷史、數學、物理以及化學科「良」等成績。後來在倫敦政治經濟學院取得法律碩士學位，並是胡關李羅律師行的創辦人之一。1988年至1991年，李業廣出任香港聯合交易所理事會理事，1992年至1994年，擔任聯交所主席。1999年，再獲委任為合併後的香港交易所主席。2005年10月，獲行政長官曾蔭權委任為香港行政會議成員。2006年4月26日，李業廣擔任香港交易所主席任期屆滿六年，因此依例必須退任。
李業廣愛好航海及潛水，妻子是康鳳戀，兩人育有一子一女。

## 擔任公職
- 1968年－1973年：公司法檢討委員會秘書
- 1992年－1997年：香港總督商務委員會委員
- 1993年－1997年：中國港事顧問
- 1995年－1997年：香港公益金籌募委員會主席
- 1996年：香港特別行政區推選委員會委員
- 1996年－2003年：香港平等機會委員會委員
- 1997年－2002年：香港行政會議成員
- 1997年－1998年：香港公益金執行委員會主席
- 1995年－2002年：香港理工大學顧問委員會委員
- 1998年－2004年：香港科技大學校董會成員
- 1998年－2003年：香港公開大學校董會主席
- 2004年－2009年：香港公開大學校董會主席
- 2010年－2023年：香港公開大學副校監
- 1998年：香港強積金董事會主席
- 1999年－2006年：香港交易所主席
- 2002年－2003年：香港公益金會長，董事會主席
- 2003年：香港藝術節協會有限公司主席

## 榮譽

### 勳銜
- 1993年：太平紳士
- 1994年：英帝國官佐勳章（OBE）
- 2000年：金紫荊星章
- 2006年：大紫荊勳章

### 榮譽博士
- 2000年：香港科技大學法學榮譽博士學位
- 2001年：香港理工大學榮譽工商管理博士學位
- 2003年：香港公開大學榮譽社會科學博士學位
- 2005年：香港大學名譽社會科學博士學位